# Jiale (köpinghuvudort i Kina, Hainan Sheng, lat 19,58, long 110,01)
Jiale är en köpinghuvudort i Kina. Den ligger i provinsen Hainan, i den södra delen av landet, omkring 62 kilometer sydväst om provinshuvudstaden Haikou. Antalet invånare är 20 016. Befolkningen består av 9 174 kvinnor och 10 842 män. Barn under 15 år utgör 27,0 %, vuxna 15-64 år 61 %, och äldre över 65 år 11,0 %.
Runt Jiale är det ganska tätbefolkat, med 199 invånare per kvadratkilometer. Närmaste större samhälle är Jinjiang, 16,8 km norr om Jiale. I omgivningarna runt Jiale växer huvudsakligen savannskog.
Genomsnittlig årsnederbörd är 2 382 millimeter. Den regnigaste månaden är juli, med i genomsnitt 350 mm nederbörd, och den torraste är januari, med 21 mm nederbörd.